# Megatokyo
 (juillet 2023).
Si vous disposez d'ouvrages ou d'articles de référence ou si vous connaissez des sites web de qualité traitant du thème abordé ici, merci de compléter l'article en donnant les références utiles à sa vérifiabilité et en les liant à la section « Notes et références ».

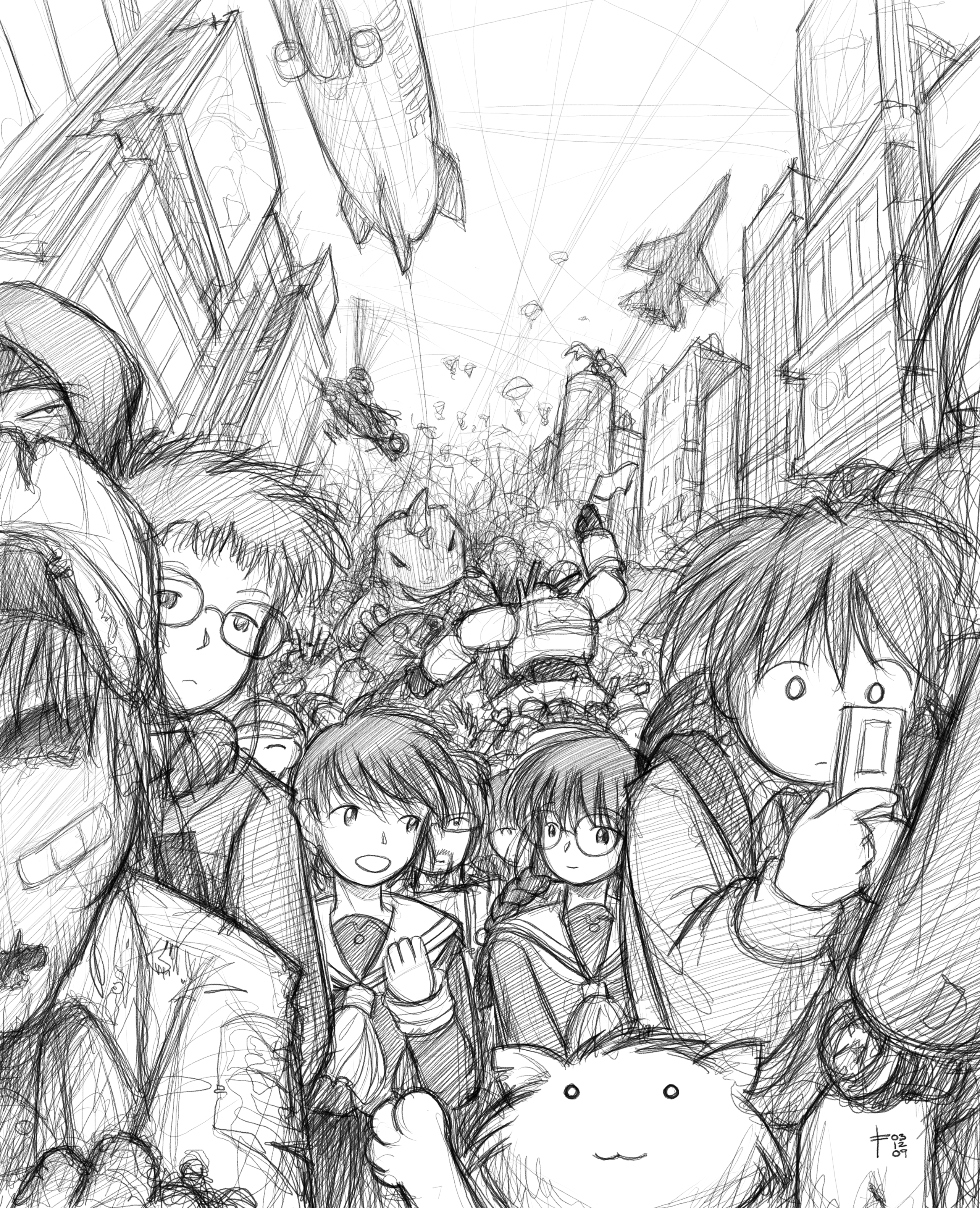
L'univers de Megatokyo.

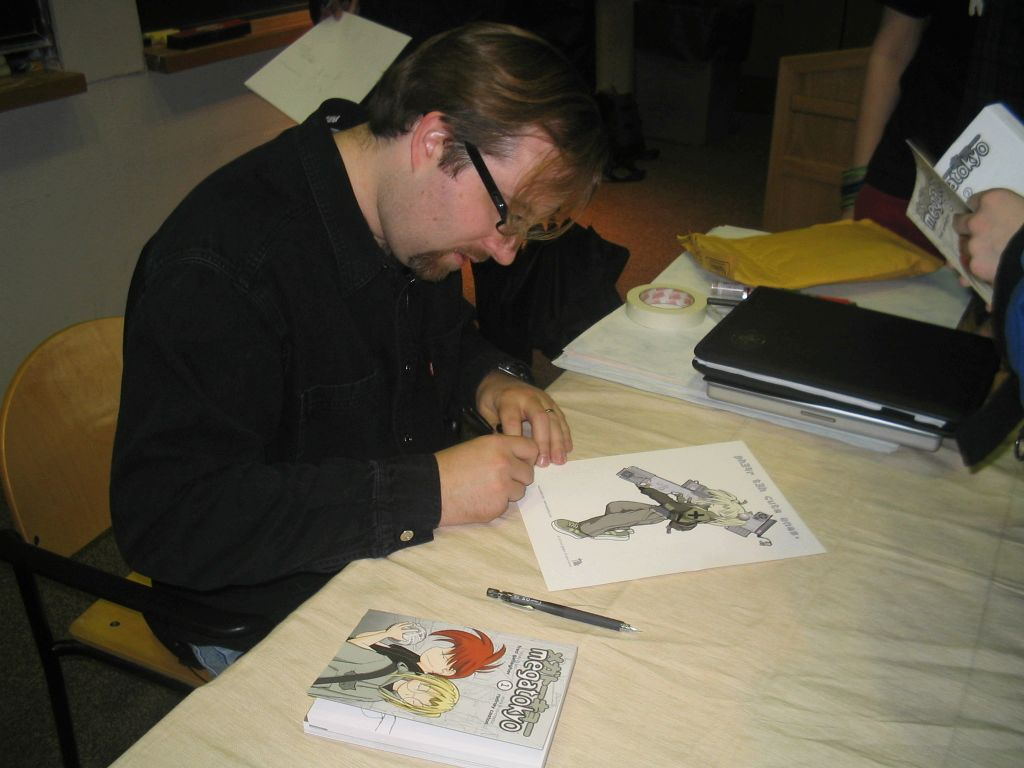
Le dessinateur Fred Gallagher, qui signe des illustrations de son œuvre.

Megatokyo est un webcomic (dōjinshi ?) en ligne dessiné par Fred Gallagher, surnommé Piro. Fred Gallagher s'occupe du dessin, de l'histoire et du design du site. Rodney Caston, alias Largo, a participé à l'histoire pendant la première année, mais le webcomic est maintenant entièrement réalisé par Gallagher. Licencié de son travail fin 2002, il s est ensuite occupé de bande dessinée à l'exception des années 2018 à 2020.
Megatokyo suit les aventures de deux Américains, Piro et Largo, qui se trouvent à Tokyo. Une grande partie de l'humour prenait initialement pour base tant les jeux vidéo et les plaisanteries entre initiés, que les situations dues aux chocs culturels. L'un des thèmes secondaires de l'histoire est l'assignation de Seraphim et Bouh en tant que consciences de Piro et Largo, respectivement ; en particulier dans la planche sur le 11 septembre 2001.
La longue durée du webcomic, encore en production, a fait évoluer à la fois le ton et l'importance des personnages.
Toutes les planches sont disponibles gratuitement sur le site web, telles que présentes dans le livre édité par I.C. Entertainment (ex-IronCat). Cependant, pour cause de rupture entre I.C. Entertainment et Megatokyo, les prochains volumes, réimpression du premier volume comprise, ont ensuite été gérés par Dark Horse Comics sous les  (ISBN 1-59307-163-9) et  (ISBN 1-59307-118-3), avant que l'auteur ne travaille avec CMX, une maison d'édition de manga de DC Comics.

## Synopsis
Piro l'otaku et Largo le gamer commencent l'histoire en tentant d'entrer dans l'Electronic Entertainment Expo (E3). Mais l'E3 étant seulement ouvert aux développeurs et aux membres de la presse, ils sont refoulés. Largo noie sa déception dans la bière et fait un tel esclandre que Piro, ayant décidé qu'il était préférable pour eux de s'éloigner du pays pour un moment, l'embarque avec lui pour un séjour shopping au Japon. 
Une fois sur place, ils dépensent tout leur argent en jeux et gadgets électroniques (dont le fameux Truc Cool de Largo). De retour à l'aéroport, constatant que leurs cartes de crédit sont épuisées, ils se retrouvent coincés à Tokyo où ils trouvent une solution temporaire d'hébergement, en la personne du correspondant japonais de Piro, Tsubasa, otaku tout comme lui.
Pour repartir chez eux, ils tenteront tout d'abord de faire chanter leur ami Dom, mais la tentative tourne court, leur argent sitôt touché étant dépensé immédiatement en loisirs, au désespoir de Tsubasa, qui finit par les abandonner après six semaines de parasitage. Affublés de Ping, la fille-robot de Tsubasa, et mis au pied du mur par la disparition de leur hôte, Piro et Largo partent en quête d'argent. À la suite d'un quiproquo avec un groupe de collégiennes et une vendeuse impressionnante, Piro se retrouve vendeur dans un magasin de mangas, tandis que, confondant une lycéenne gothique avec la reine des zombies, Largo trouve un emploi de Great Teacher d'anglais très... particulier.

## Personnages

### Personnages principaux
Note : en japonais, le nom de famille vient avant le prénom.
- Piro - Américain dingue de manga (plus spécifiquement des shōjo), parlant japonais. Il est incroyablement doué en dessin, même s'il refuse de l'admettre. Employé en tant que vendeur/mascotte chez MegaGamers, une boutique. Piro est l'incarnation bédéistique de Fred Gallagher.
- Largo - Américain dingue de jeux vidéo, agit souvent avant (ou au lieu) de réfléchir, obsédé par la bière. Peut parler leet, mais pas japonais. Il trouve un emploi d'enseignant, devenant ainsi le 'Great Teacher Largo' (en référence à l'anime/manga GTO: Great Teacher Onizuka). Largo est la version bédéistique de Rodney Caston.
- Tsubasa - Japonais ami de Piro. « Suit la voix de son cœur » aux États-Unis. A laissé Ping-chan à Piro et Largo.
- Ed - Employé chez Sony, à la fois meilleur ami et rival de Dom. Comme Dom, a une passion mortelle pour n'importe quel type d'arme à feu. À l'instar de Dom, Ed a aussi la passion de tirer sur/faire exploser presque tout. N'a eu aucun regret à détruire un bloc complet pour essayer de désactiver l'unité "dysfonctionnelle" Sony SEVS-44936, Ping.
- Dom - Employé chez Sega, à la fois meilleur ami et rival de Ed. Amoureux des armes et a un fort esprit de compétition. Également connu sous le nom de SGD, « Shirt Guy Dom » (le type en chemise... ou en bâtons). Il (ou du moins son équivalent dans la vie réelle) réalise des planches spéciales dessinées avec une trackball lorsque Piro est indisponible. Dom est la version bédéistique de Dominic Nguyen.
- Sonoda Yuki - Lycéenne Japonaise,  fille d'un officier de la division Cataclysmes de la police de Tokyo. Elle prend des cours de dessin avec Piro.
- Hayasaka Erika - Colocataire de Kimiko, ex-idole (chanteuse) et ex-doubleuse (seiyuu). Travaille en tant que vendeuse/mascotte chez MegaGamers avec Piro.
- Nanasawa Kimiko - Colocataire d'Erika, serveuse dans un restaurant Anna Miller's, et aspirante doubleuse.
- Ping - Fille-robot accessoire de PS2. Modèle de test non-H (= non-Hentai, amour platonique seulement) du nouveau système Sony-EDS (Emotional Doll System), tombée dans les mains de Tsubasa qui a participé au projet. Elle a été conçue pour être utilisée avec des jeux de type dating sims, ce qui, après qu'elle a joué à ceux-ci, lui permet de développer sa propre personnalité, basée sur les choix effectués dans les jeux. Modèle SEVS-44936.
- Tohya Miho - On sait peu de choses à son sujet. Elle est amie avec Ping, mais reste assez terrifiante. Largo est persuadé qu'elle commande une armée de zombies, avec le soutien du Nécrowombicon, un ancien livre maléfique ayant servi à la conception du jeu vidéo Daikatana.
- Seraphim - 'Petite' fille ailée, servant de conscience à Piro. Incarnation bédéistique de Sarah, la femme de Fred Gallagher.
- Bouh - Un petit animal (hamster) avec des ailes attachées dans le dos, employé en tant que conscience de Largo, une mission pratiquement impossible et dans laquelle il est complètement incompétent. Une référence au personnage de Bouh, de Baldur's Gate, le 'Hamster de l'espace géant miniature' de Minsc.
- Asmodeus - La non-conscience de Piro, travaillant pour une 'autre agence'. Il tente de pousser Piro à sortir avec des lycéennes, entre autres. Son partenaire est un chat ailé du nom de Belphégor.
- Junpei - Ninja, et apprenti de Largo. Rencontré pour la première fois à l'arrivée de Largo au Japon alors que celui-ci n'avait pas de passeport (pour entrer au Japon sans passeport, il faut battre un ninja a Mortal Kombat). Largo a "0wnz3 sa f4c3".

### Groupes et personnages secondaires
- Tokyo Police Cataclysms Division - Une division de la police de Tokyo, pilotant des méchas, qui planifie et organise le déroulement des cataclysmes dont Tokyo est victime. Par exemple deux cataclysmes ne peuvent avoir lieu dans un intervalle trop court afin de permettre la reconstruction de la ville. Il est aussi parfois préférable qu'il n'y ait pas de contre-attaque de la part des héros ou autre qui ne font parfois que plus de dégâts. Le père de Yuki, Sonoda Masamichi, fait partie de cette division. Après avoir utilisé Ping-chan pour se défaire d'une tortue alcoolique (de la famille de Gamera) d'une taille inhabituelle, Largo est devenu un agent contractuel de la TPCD.
- Rent-a-Zilla - Lézard géant loué par Junpei à l'occasion. Payé en côtes de porc.
- Zombies - Généralement des ravers ; Largo se voue à la "d357ruct10n d35 h0rd35 de m0rt5-v1v4nt5".
- John Romero - Il fut un temps un grand développeur de jeux tels que Doom et Quake. Il a constitué la boîte de développement Ion Storm, célèbre pour avoir commis Daikatana (un échec notable d'un jeu annoncé comme un futur jeu culte), après quoi il fut promptement viré. Actuellement ruiné et sans emploi.
- L33T D00D - ('Le type leet') Etrange raver qui apparaît à Largo chaque fois que celui-ci doit faire face aux |-|0rd35 de z0/\/\b135 (Tohya et Ping) en "c0mb47" (sur borne d'arcade) et l'avertissant en leet, invariablement traduit dans un langage plus solennel (par exemple : « j3 v4i5 t'0wnz3r » devient « Une cuisante défaite t'attend »). Voir également la planche du 9 septembre 2000.
- Asako et Mami - Lycéennes et amies de Yuki. Elles pensent que Yuki a craqué sur Piro, ce qui pourrait être le cas.

## Origines du nom
Le Tokyo du futur dans les animations japonaises (voir Anime et Manga) est souvent appelé « Megatokyo » ou « Neo-Tokyo ». Dans la plupart de ces histoires, la ville a été détruite par un désastre naturel ou une guerre nucléaire, mais reconstruite plus grande et mieux que jamais (notamment dans Bubblegum Crisis, AD Police et Akira).
Ce nom a été donné à la bande dessinée simplement parce qu'il s'agissait d'un nom de domaine que Rodney Caston détenait. Rodney gérait alors un site d'informations sur les animes basé sur Slashcode, mais il disparut pour laisser la place à la bande dessinée.